# Guillermo Betancourt
Guillermo Betancourt Scull (* 19. Juli 1963) ist ein ehemaliger kubanischer Fechter.

## Erfolge
Guillermo Betancourt wurde 1991 mit der Mannschaft in Budapest Weltmeister. Bei Panamerikanischen Spielen gewann er 1987 in Indianapolis und 1991 in Havanna sowohl im Einzel als auch mit der Mannschaft jeweils die Goldmedaille. Er nahm an zwei Olympischen Spielen teil: 1980 in Moskau nahm er an den Einzel- und Mannschaftswettbewerben mit dem Florett und dem Degen teil. Die Einzelkonkurrenzen beendete er auf Rang 32 mit dem Florett und Rang 37 mit dem Degen. Mit der Florett-Mannschaft wurde er Siebter, mit der Degen-Mannschaft Zehnter. Bei den Olympischen Spielen 1992 in Barcelona erreichte er das Viertelfinale im Einzel und schloss das Turnier auf dem siebten Rang ab. Mit der kubanischen Equipe zog er nach zwei Vorrundensiegen und zwei weiteren Erfolgen gegen Südkorea und Polen ins Finale ein, das gegen Deutschland mit 8:8 endete. Aufgrund des besseren Trefferverhältnisses von 65:53 wurde die deutsche Mannschaft Olympiasieger, während Betancourt gemeinsam mit Elvis Gregory, Tulio Díaz, Oscar García Pérez und Hermenegildo García die Silbermedaille gewann.